# Alfons Maria Jakob

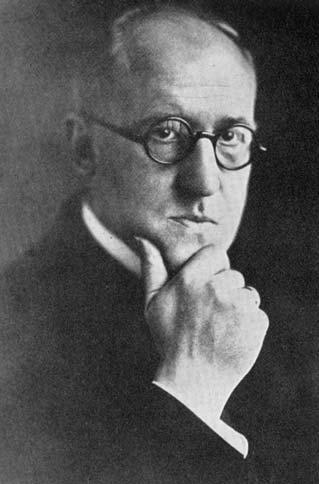
Alfons Maria Jakob um 1915

Alfons Maria Jakob (* 2. Juli 1884 in Aschaffenburg; † 17. Oktober 1931 in Hamburg) war ein deutscher Neurologe und Psychiater mit wichtigen Beiträgen auf dem Gebiet der Neuropathologie (etwa zu Krankheiten wie Multiple Sklerose, Neurosyphilis und Friedreich-Ataxie). Er ist einer der beiden Namensgeber für die Creutzfeldt-Jakob-Krankheit, einem unheilbaren Gehirnleiden.

## Leben
Alfons Jakob, Sohn eines Ladenbesitzers, studierte Medizin in München, Berlin und Straßburg. Der bei der Straßburger katholischen deutschen Studentenverbindung Badenia Korporierte war 1905 Mitbegründer der katholischen Studentenverbindung KDStV Rappoltstein im CV. An der damaligen Kaiser-Wilhelms-Universität in Straßburg wurde er 1908 mit der Arbeit Die Pathogenese der Pseudobulbärparalyse (scheinbare Lähmung des verlängerten Marks) promoviert. Nach der ärztlichen Approbation 1909 begann er seine klinische Tätigkeit bei dem Psychiater Emil Kraepelin und arbeitete in den Abteilungen für Neuromorphologie unter Alois Alzheimer und Franz Nissl in München.
1911 wurde Jakob Leiter des Labors für Pathologie in der Staatskrankenanstalt Friedrichsberg, ab 1914 Direktor der anatomischen Abteilung. Nach seinem Einsatz im Ersten Weltkrieg als Leiter der Neurologisch-Psychiatrischen Abteilung des Kriegslazaretts I in Brüssel und Arzt am Nervengenesungsheim Malone. Nach dem Ende des Ersten Weltkrieges machte er sich 1919 mit einer eigenen Praxis für Neurologie selbständig. 1919 habilitierte er sich im Fach Neurologie und Psychiatrie an der Universität Hamburg. Dort wurde er 1924 zum Professor für Neurologie berufen.

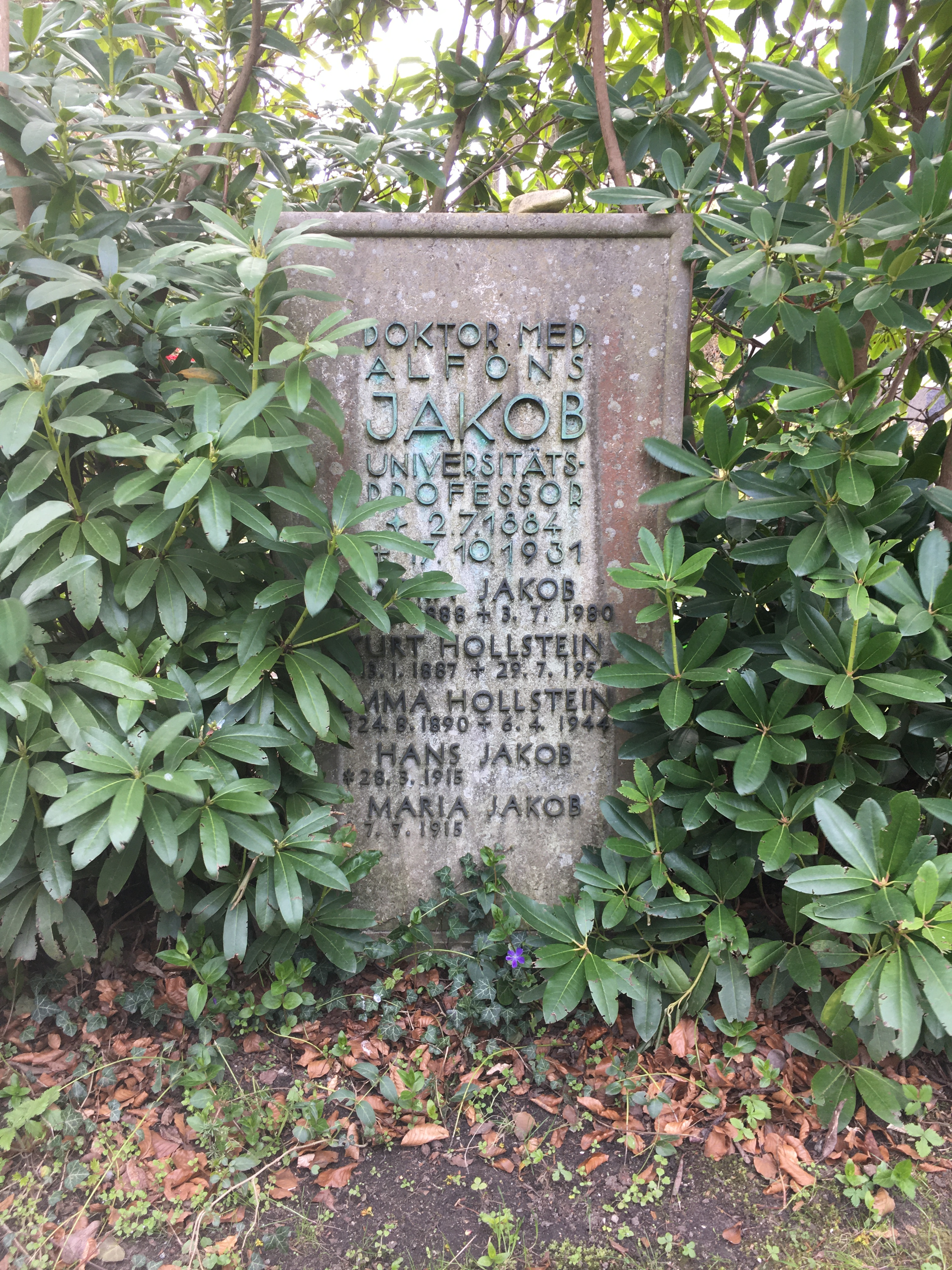
Grabstätte auf dem Friedhof Ohlsdorf

Alfons Jakob erforschte die Folgen der Verletzungen peripherer Nerven und die sekundäre Nervendegeneration, die morphologischen Veränderungen in der Multiplen Sklerose, Friedreichsche Ataxie, glioneuralen juvenilen Dystrophie (Alpers-Krankheit).
Kurz nach dem Kieler Neurologen Hans Gerhard Creutzfeldt beschrieb er unabhängig von ihm erstmals die später so genannte Creutzfeldt-Jakob-Krankheit. Ihm war an drei Patienten eine „präsenile Demenz“ aufgefallen und er berichtete von seinen klinischen und hirnpathologischen Untersuchungen 1920 auf dem Deutschen Neurologenkongress in Leipzig. In den folgenden ausführlichen schriftlichen Darstellungen sprach er von einer „spongiformen Enzephalopathie“ des Menschen und vermutete eine Übertragbarkeit.
Jakob veröffentlichte fünf Monographien und mehr als 150 Artikel in Fachzeitschriften. Er war ein geschätzter Lehrer und sein Labor zog Wissenschaftler aus Japan, Russland, Italien und den USA an.
Nachdem er sich 1924 eine Osteomyelitis des Oberschenkels mit nachfolgender Abszedierung zugezogen hatte, starb er  1931 47-jährig in Folge eines paralytischen Ileus. Westlich von Kapelle 6 auf dem Friedhof Ohlsdorf liegt seine Grabstätte (Planquadrat AD 28).

## Schriften (Auswahl)
Jakob verfasste etwa 150 Fachartikel und fünf Monografien, darunter:
- Die extrapyramidalen Erkrankungen mit besonderer Berücksichtigung der pathologischen Anatomie und Histologie und der Pathopsychologie der Bewegungsstörungen. In: Monographien aus dem Gesamtgebiete der Neurologie und Psychiatrie. Band 37, Berlin 1923.
- Normale und pathologische Anatomie und Histologie des Großhirns. Sonderdruck aus Handbuchs der Psychiatrie. Leipzig/Wien 1927–1928.
- Das Kleinhirn. In: Handbuch der mikroskopischen Anatomie. Berlin 1928.
- Die Syphilis des Gehirns und seiner Häute. In: Oswald Bumke (Hrsg.): Handbuch der Geisteskrankheiten. Berlin 1930.